# Callerinnys obliquilinea
Callerinnys obliquilinea är en fjärilsart som beskrevs av Moore 1888. Callerinnys obliquilinea ingår i släktet Callerinnys och familjen mätare. Inga underarter finns listade i Catalogue of Life.